# Befektetési jegy
A befektetési jegy az értékpapírok egyik fajtája.

## Fogalma
A befektetési jegy a befektetési alap nevében (javára és terhére) – törvényben (Magyarországon jelenleg a tőkepiacról szóló 2001. évi CXX. törvényben) – meghatározott módon és alakszerűséggel, sorozatban kibocsátott, vagyoni és egyéb jogokat biztosító, átruházható értékpapír.

## Kötelező tartalmi kellékei
a) a befektetési alap megnevezése és a befektetési jegy sorozat megjelölése;
b) a befektetési alap fajtája (zárt végű, nyílt végű), típusa (nyilvános vagy zártkörű), futamideje;
c) a befektetési jegy névértéke, értékpapír kódja és sorszáma;
d) a tulajdonos neve;
e) a tulajdonosnak, illetve a birtokosnak a befektetési jegyhez fűződő, a befektetési alap kezelési szabályzatában meghatározott jogai;
f) a kibocsátás időpontja;
g) az alap kezelését végző befektetési alapkezelő cégneve és székhelye;
h) az alap kezelését végző befektetési alapkezelő cégszerű aláírása.

## Kereskedelme
Nyíltvégű befektetési alap terhére kibocsátott jegyek a kibocsátónál vásárolhatóak és válthatóak vissza. A nyilvános befektetési alapok jegyeinek árfolyama publikus, ezen az áron lehet vásárolni és visszaváltani is. Historikus adatok a BAMOSZ oldalán visszakereshetőek. A zártvégű befektetési alapok jegyeinek előre ismert lejárata van, mely napon a kibocsátó visszaváltja azokat; a lejárat napja előtt tőzsdén lehet azokat értékesíteni. 